# Billy Murray
William Albert Murray (Forest Gate (Essex), 6 oktober 1946) is een Brits acteur en stemacteur. Murray is bekend als Don Beech uit de politieserie The Bill, maar was vooral de stem van Captain John Price van de Special Air Service uit de Call of Duty: Modern Warfare-videogametrilogie van 2007 tot 2011. 

## Acteercarrière
Murray acteerde reeds in 78 producties, hoofdzakelijk gaat het om Britse politieseries. Zijn dochter Jaime Murray is ook een actrice. Zijn bekendste rollen bij het Britse televisiepubliek zijn (met name) die van detective sergeant Don Beech in de sinds 1984 lopende politieserie The Bill (1995–2004) en die van Johnny Allen in de soap EastEnders (2005–2006). Het personage van Murray uit The Bill kreeg in 2001 een spin-off: Beech is Back. In 1995 had Murray een gastrol als Bill Boxley in de detectivereeks A Touch of Frost (aflevering "No Refuge"). Na zijn doortocht in EastEnders was hij in 2007 te zien in de actiefilm Rise of the Footsoldier als Mickey Steele. Datzelfde jaar sprak hij de stem in van de protagonist Captain John Price, een Special Air Service-kapitein, voor het computerspel Call of Duty 4: Modern Warfare. Twee jaar later hernam hij de rol van Price voor het computerspel Call of Duty: Modern Warfare 2, maar was hierin deuteragonist en niet zozeer de protagonist (Price was nu lid van Task Force 141, een elite-eenheid die terrorisme bestreed). In 2011 vertolkte hij Price voor het laatst in Call of Duty: Modern Warfare 3, de afsluiter van de trilogie en wederom als protagonist. Murray nam in 2016 de draad weer op als Mickey Steele in de derde prent van Rise of the Footsoldier (Rise of the Footsoldier 3).

## Filmografie
- Rise of the Footsoldier 3 (2016)
- Airborne (2012)
- The Rise and Fall of a White Collar Hooligan (2012)
- Call of Duty: Modern Warfare 3 (2011, computerspel, als Captain John Price)
- Strippers vs Werewolves (2011)
- How to Stop Being a Loser (2011)
- Dead Cert (2010)
- Doghouse (2009)
- Call of Duty: Modern Warfare 2 (2009, computerspel, als Captain John Price)
- Rise of the Footsoldier (2007)
- Call of Duty 4: Modern Warfare (2007, computerspel, als Captain John Price)
- Rollin' with the Nines (2006)
- Hell to Pay (2005)
- Doctors (2004)
- Beech on the Run (2001)
- Beech is Back (2001)
- Lily Savage's Blankety Blank (2001–2002)
- Essex Boys (2000)
- ITV Panto (2000)
- A Touch of Frost (1995)
- Casualty (1992)
- EastEnders (1991 als Mr. X, 2005-2006 als Johnny)
- Bergerac (1991)
- Buddy's Song (1991)
- The Bill (1989 als DI Jackman, 1995-2000 en 2004 als DS Don Beech)
- Dempsey & Makepeace (1985)
- Minder (1984)
- Private Schulz (1981)
- McVicar (1980)
- The Professionals (1979)
- Rock Follies (1976)
- The Sweeney (1975)
- Barlow at Large (1973)
- Softly, Softly (1971)
- A Family at War (1970)
- Performance (1970)
- Corruption (1968) (1968)
- Poor Cow (1967)
- Two Left Feet (1963)